# II-44
Die II-44 (bulgarisch Републикански път ІІ-44 Republikanski pat II-44, „Republikstraße II-44“) ist eine Hauptstraße (zweiter Ordnung) in Bulgarien.

## Verlauf
Die Straße zweigt bei Sewliewo (bulgarisch Севлиево) von der Straße I-4 nach Südosten ab und führt zunächst durch die Stadt. Dann wendet sie sich nach Süden und führt dem Fluss Rossiza zunächst folgend und später nach Osten und Südosten an Jaworez vorbei durch Dragonowzi (Драгановци), passiert Wranilowzi (Враниловци), kreuzt die Umgehungsstraße 5004 von Gabrowo (bulgarisch Габрово) und führt in diese Stadt, in der sie an einem Kreisverkehr an der Fernstraße I-5 unweit des Flusses Jantra endet.